# Retable de Baume-les-Messieurs
Le retable de Baume-les-Messieurs est un triptyque anversois du XVIe siècle conservé sur le maître-autel de l'église abbatiale de Baume-Les-Messieurs dans le Jura. Il appartient à la série des retables maniéristes des productions anversoises des années 1530-1540, il s'en démarque toutefois par ses dimensions qui en font l'un des plus importants, mais aussi de son  état de conservation exceptionnel, seules quelques lacunes sont à déplorer alors que les figurines sculptés de ces retables ont souvent fait l'objet de vol et d'autres déprédations.

## Historique
La plus ancienne mention du retable date d'une visite de l'abbaye en 1702, où l'œuvre est décrite comme un don de l'université de Gand à Guillaume de Poupet, abbé de Baume de 1524 à 1583, par la suite la tradition date ce triptyque de l'année 1525, mention reprise dans les diverses contributions sur l'abbaye, toutefois ces traditions orales doivent certainement être à relativiser : la ville de Gand ne possédait pas d'université, et l'étude stylistique de l'œuvre tend à l'attribuer aux productions du maniérisme anversois des années 1530-1540, tels que les retables d'Opitter, d'Oplinter d'Enghien  ou du Pagny.

Si les conditions de la commande du retable ne nous sont pas connues, le retable devait être, dès l'origine, placé sur le maître-autel de l'église abbatiale de Baume, réalisé au début du XVe siècle pour l'abbé Amé de Chalon (1389-1431). La disposition actuelle correspond aux aménagements du chœur au XVIIe siècle par Jean de Watteville (abbé de 1659 à 1702), le maître-autel est alors placé au fond de l'abside (il devait être situé initialement dans la première travée droite du chœur). L'abbé le complète par la réalisation de deux chasses reliquaires portant ses armes et d'un tabernacle portant les armes de l'abbaye.

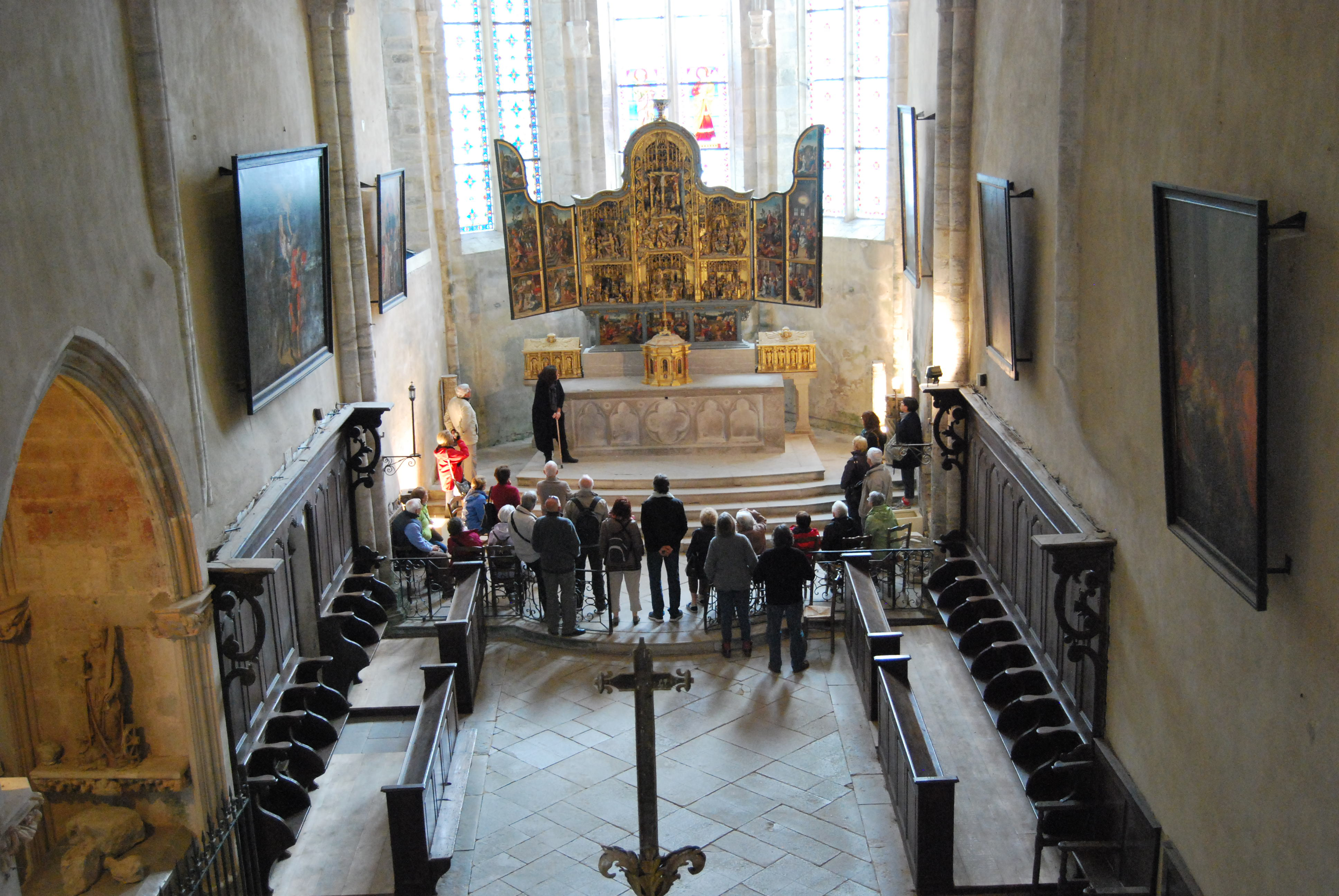
Disposition actuelle du retable dans le chœur de l'église abbatiale
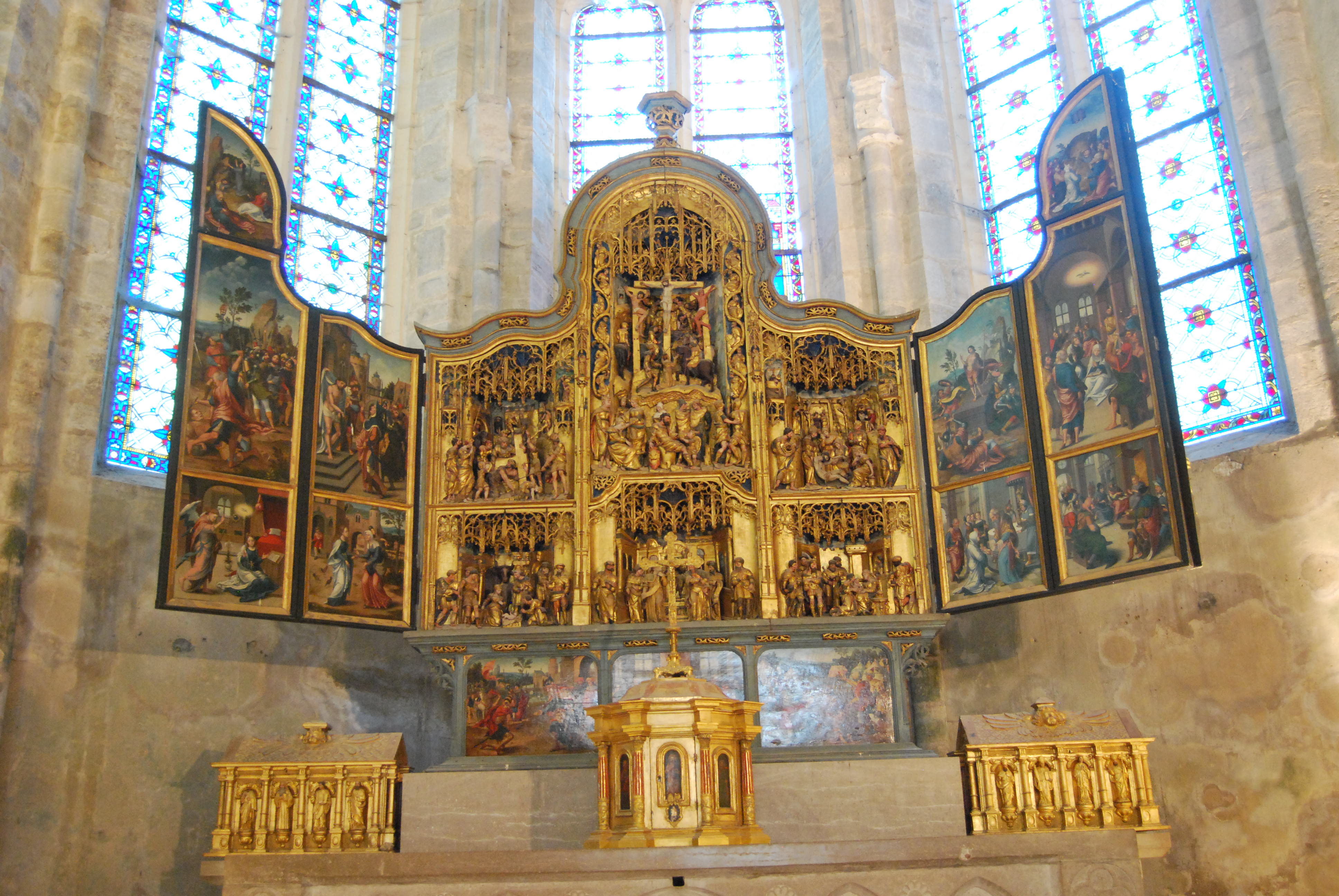
Retable encadré des chasses reliquaires et le tabernacle de Jean de Watteville
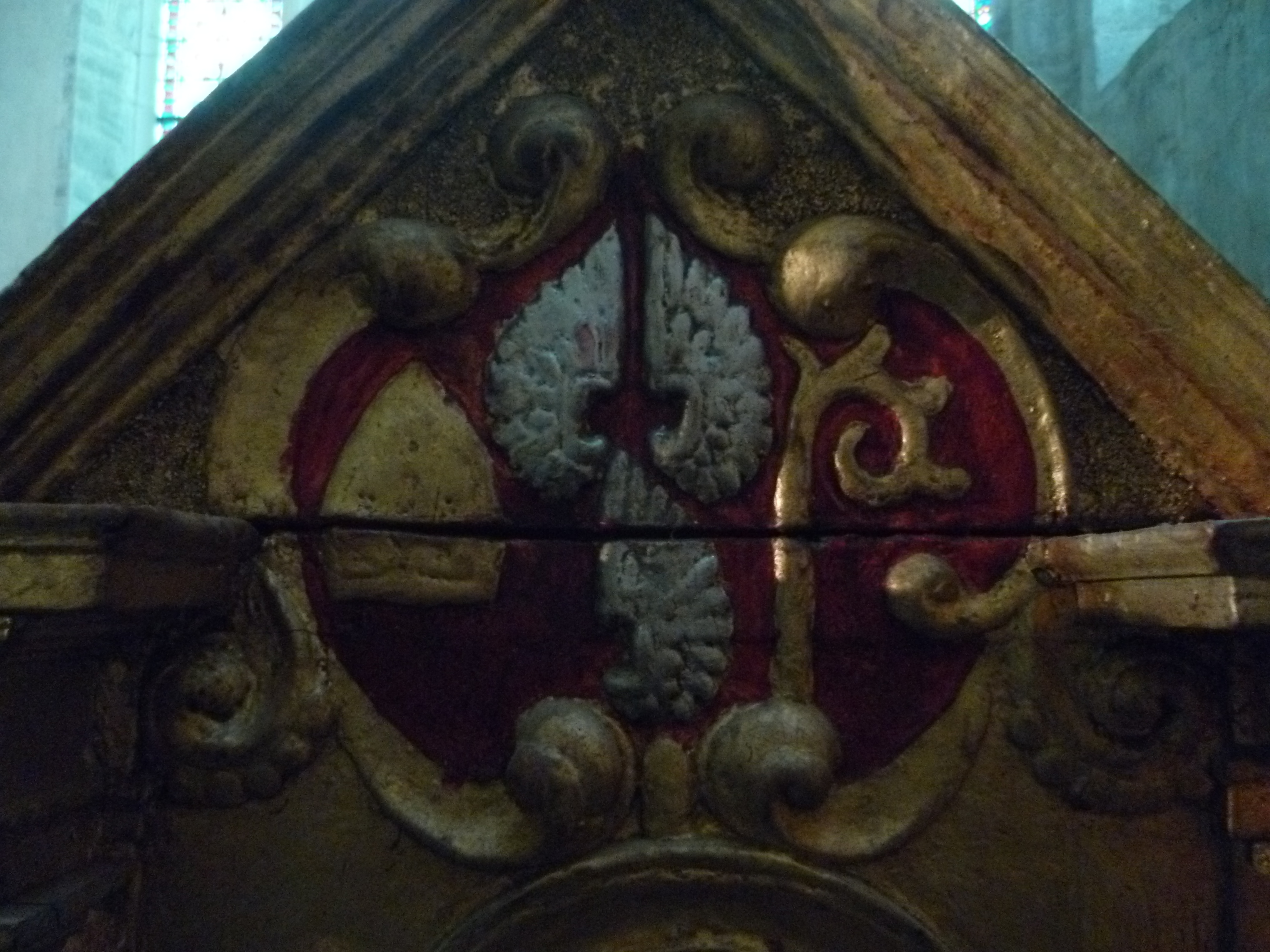
Armoiries de Jean de Watteville sur les chasses reliquaires
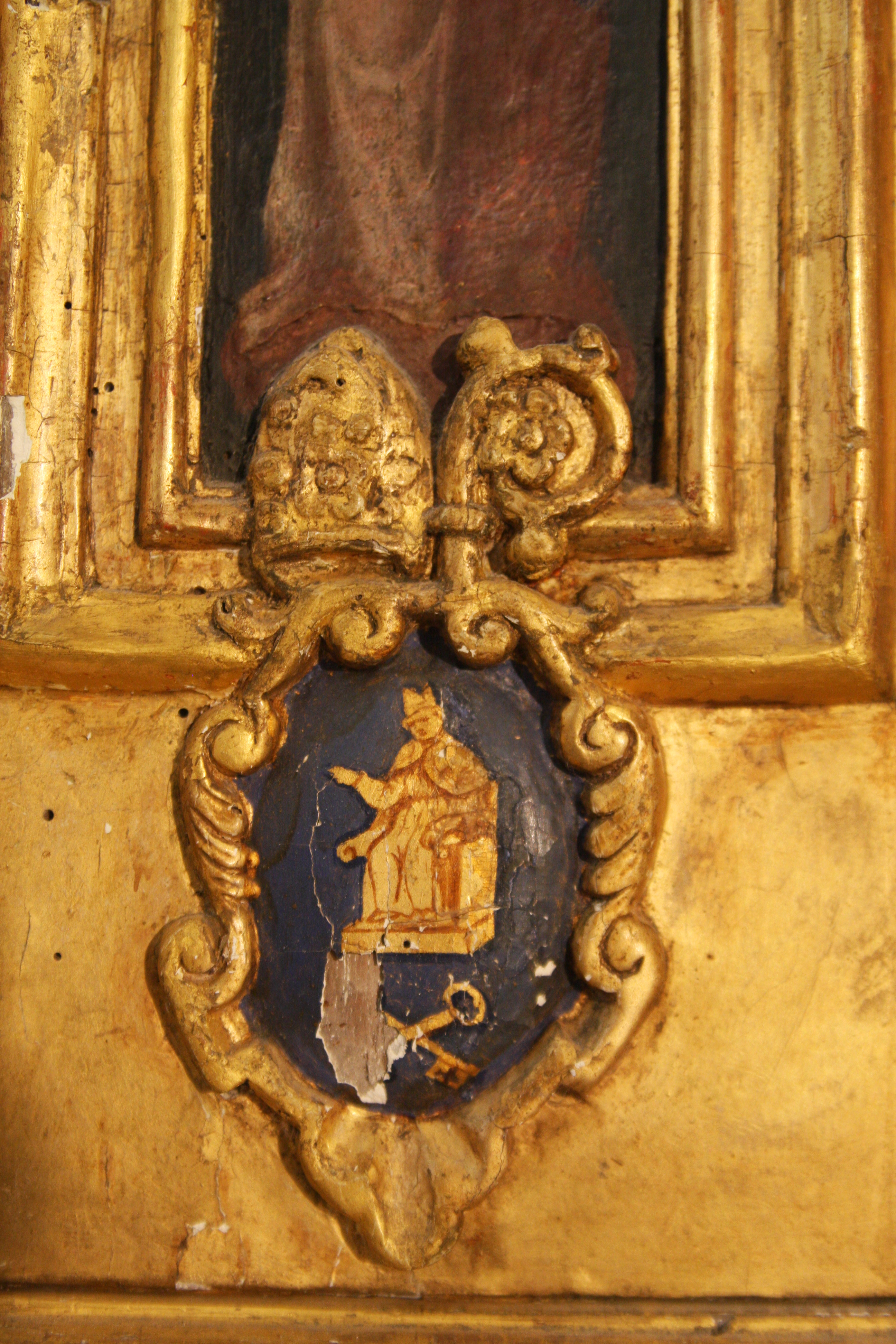
Armoiries de l'abbaye sur le tabernacle

## Description

### Iconographie
L'iconographie du retable orienté autour de la vie du Christ, présentant sa vie publique et ses miracles [A] lorsque le retable est fermé, son enfance [B] et la sa Passion [C] lorsque ce dernier est ouvert :
- VOLETS FERMES:

| Volets | Vie public du Christ           | Prédelle | Cène et préfigurations       |
| ------ | ------------------------------ | -------- | ---------------------------- |
| A1 :   | Baptême du Christ              | A7 :     | La Cène                      |
| A2 :   | Tentation au Désert            | A8 :     | Le sacrifice de Melchisédech |
| A3 :   | La Samaritaine                 | A9 :     | La Manne                     |
| A4 :   | La multiplication des poissons |          |                              |
| A5 :   | La multiplication des pains    |          |                              |
| A6 :   | La Transfiguration             |          |                              |

- VOLETS OUVERTS :

| B1 : | Prophètes annonçant le Messie | C1 : | Jardin des oliviers   |   |                                             |
| B2 : | Annonciation                  | C2 : | Arrestation du Christ |   |                                             |
| B3 : | Visitation                    | C3 : | Ecce Homo             | a | Isaac portant les fagots pour son sacrifice |
| B4 : | Adoration des bergers         | C4 : | Portement de Croix    | b | Sacrifice d'Isaac                           |
| B5 : | Adoration des mages           | C5 : | Crucifixion           | c | Jonas avalé par la baleine                  |
| B6 : | Présentation au temple        | C6 : | Descente de la croix  | d | Jonas recraché par la baleine               |
| B7 : | Jésus parmi les docteurs      | C7 : | Résurrection          |   |                                             |
|      |                               | C8 : | La Pentecôte          |   |                                             |
|      |                               | C9 : | Ascension             |   |                                             |

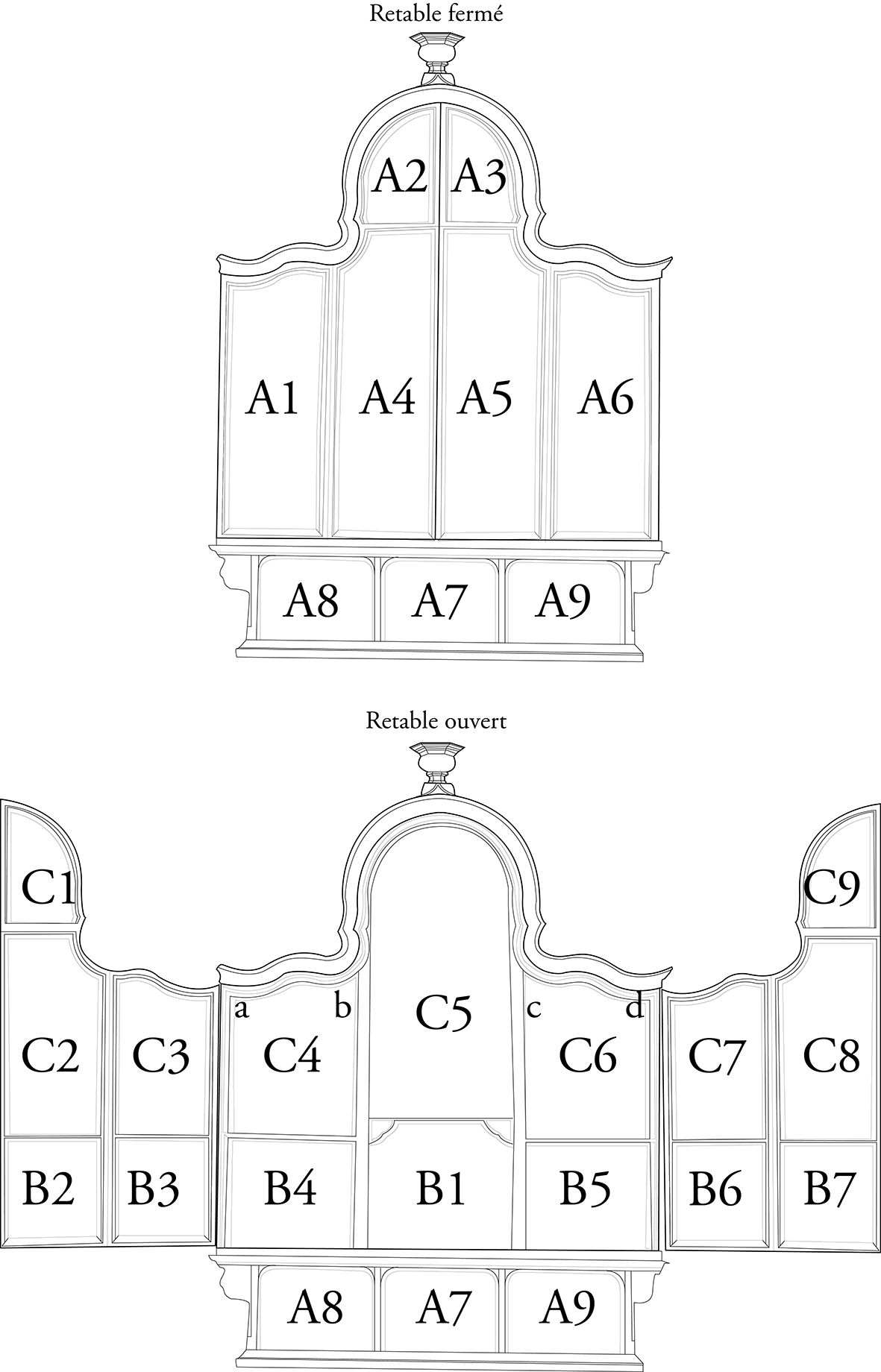

Si le retable reprend essentiellement une iconographie néotestamentaire, quelques références à l'Ancien Testament sont présentées de manière typologique, soit comme démonstration de la préfiguration du Nouveau Testament dans l'Ancien. Ainsi, sur la prédelle Melchisédech offrant du pain et du vin à Abraham et la Manne, pain envoyé par Dieu aux Hébreux lors de l’Exode annonce l'épisode central : le pain et le vin devenant corps et sang du Christ lors de la Cène. Les Prophètes de l'Ancien Testament [B1] ont prédit la venue du Messie, l'arbre de Jessé qui encadre la scène de la crucifixion [C5] témoigne de l'ascendance du Christ de par Joseph, avec comme ancêtre le roi David. Enfin la lecture de la Passion du Christ est intercalé par de petites scènes vétérotestamentaires annonçant la scène suivante, ainsi Isaac portant le fagot de pour son sacrifice [a] annonce la scène [C4] : le Christ portant sa croix. Abraham prêt à sacrifier son fils Isaac [b] annonce Dieu sacrifiant son fils sur la croix pour le rachat du péché originel [C5], Jonas avalé par la baleine [c] préfigure la mort du Christ [C6], et Jonas recraché par la baleine après 3 jours [d], révèle la résurrection du Christ le troisième jour.

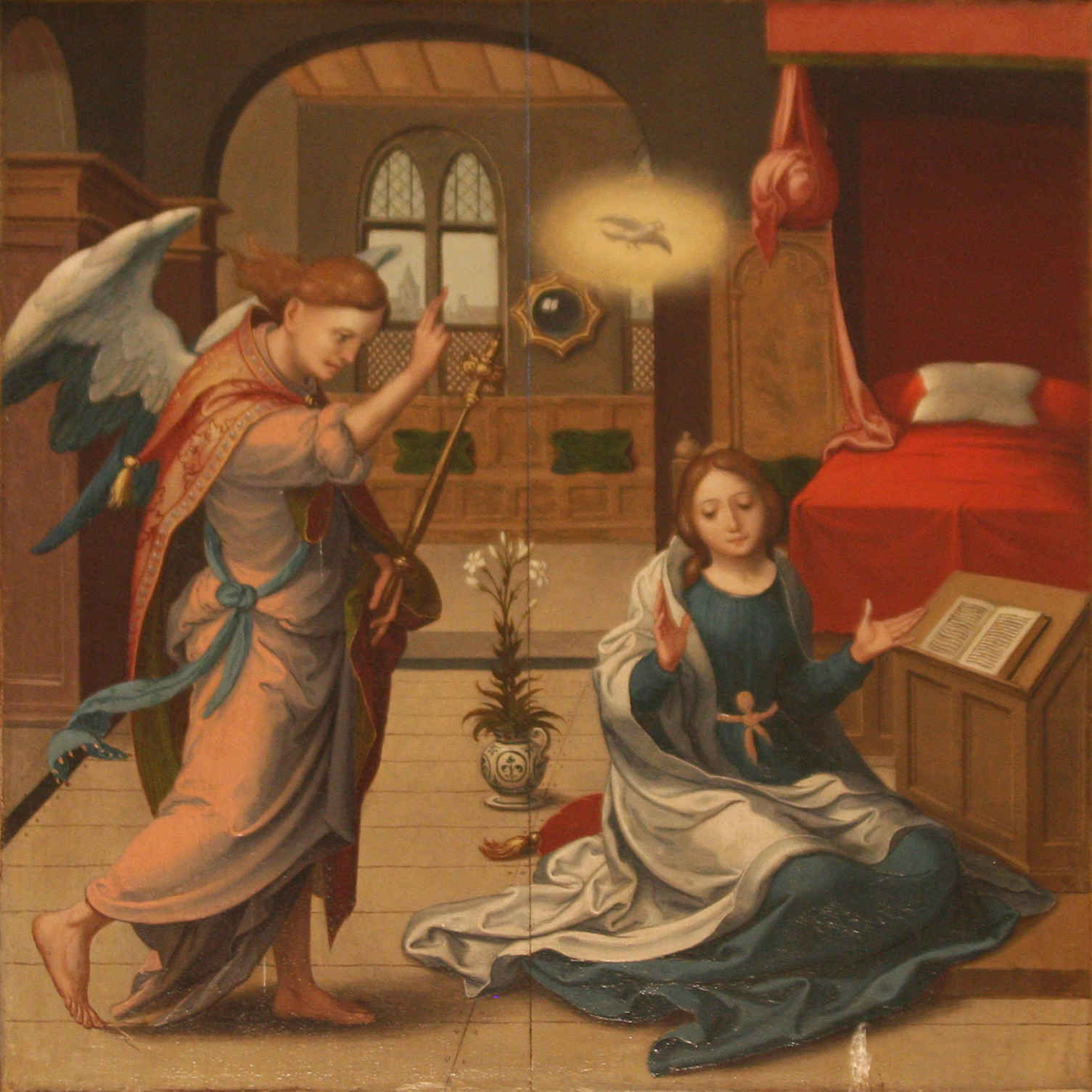
B2 : Annonciation
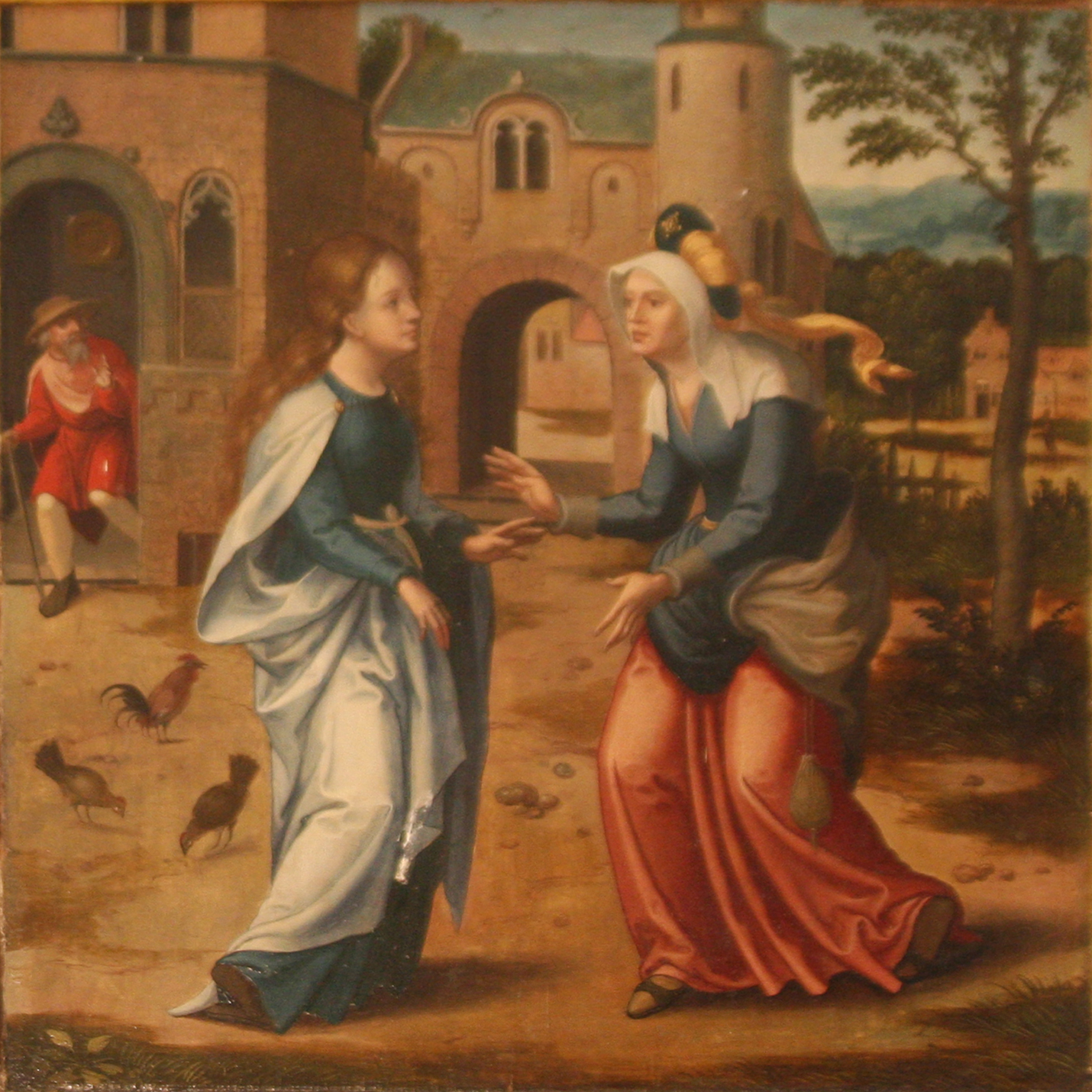
B3 : Visitation
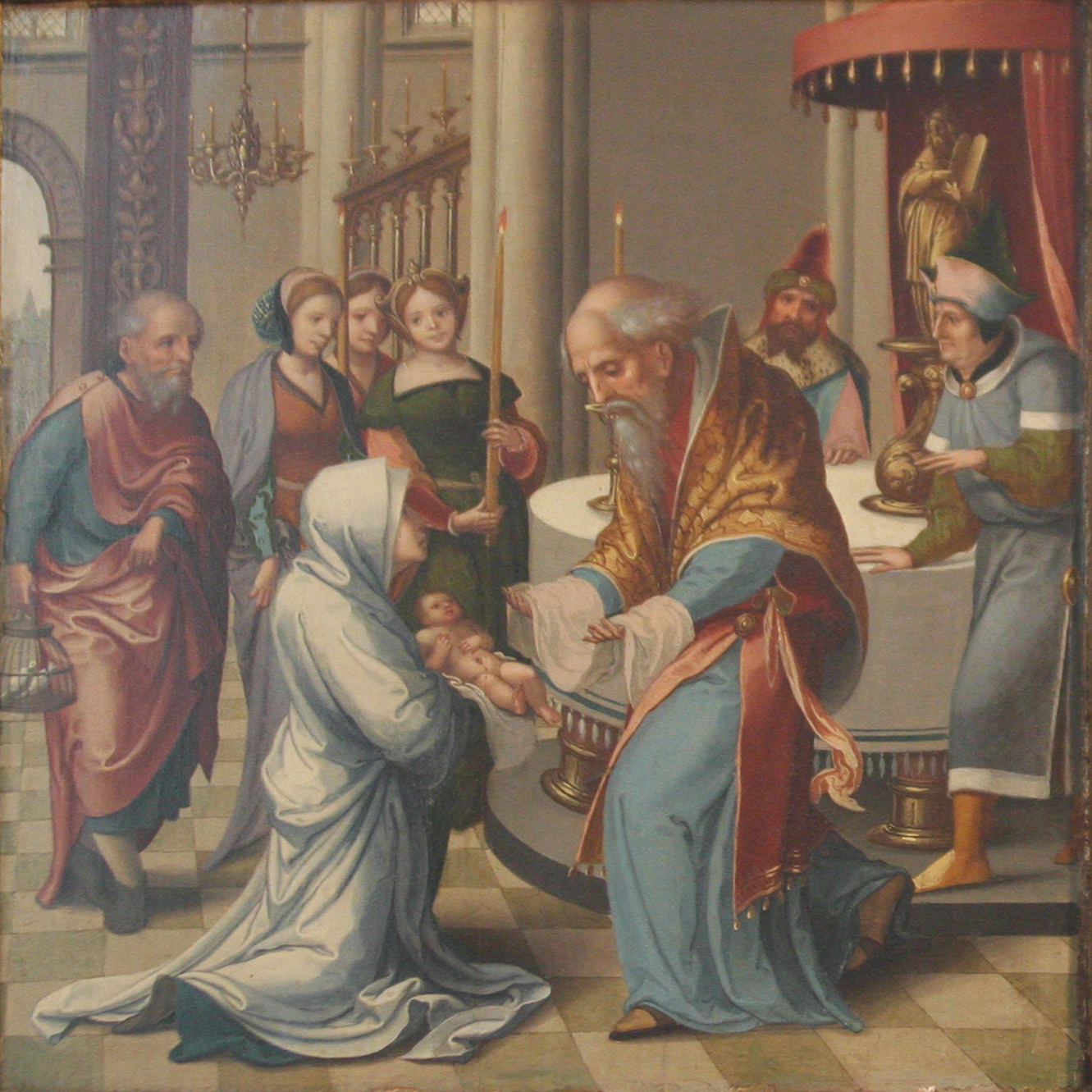
B6 : Présentation au temple
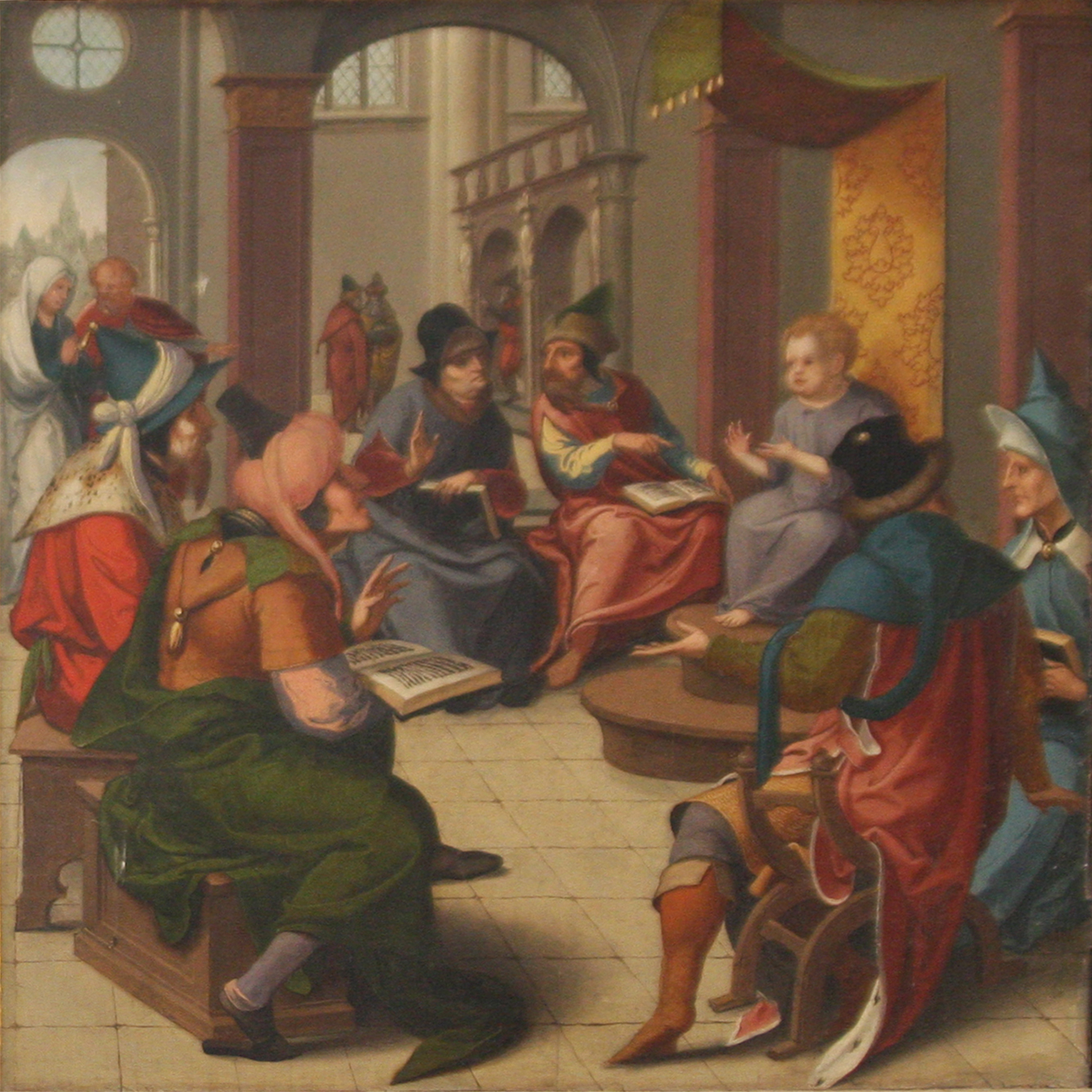
B7 : Jésus parmi les docteurs

## Lacunes et restaurations

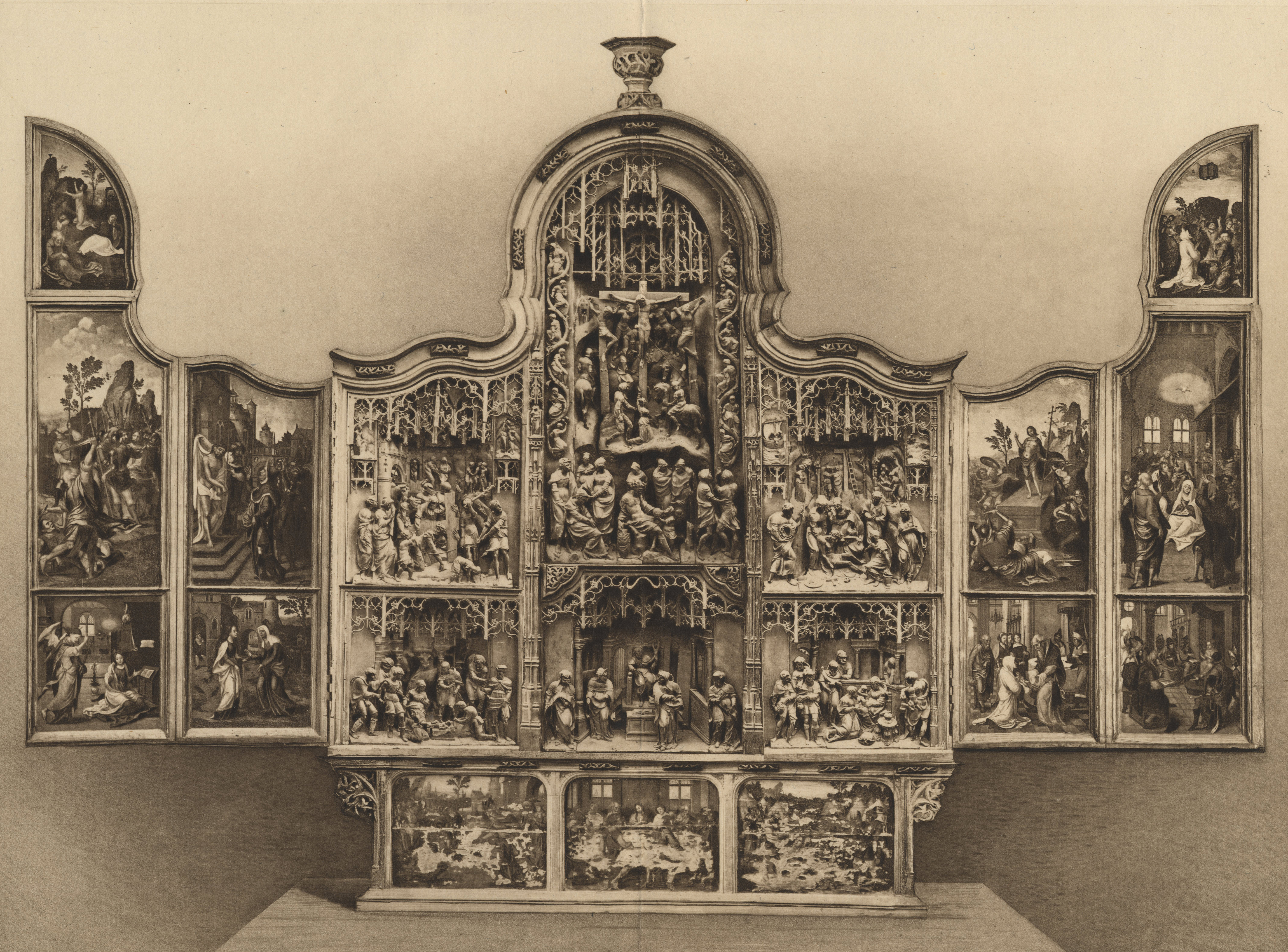
Le retable avant la restauration de 1882

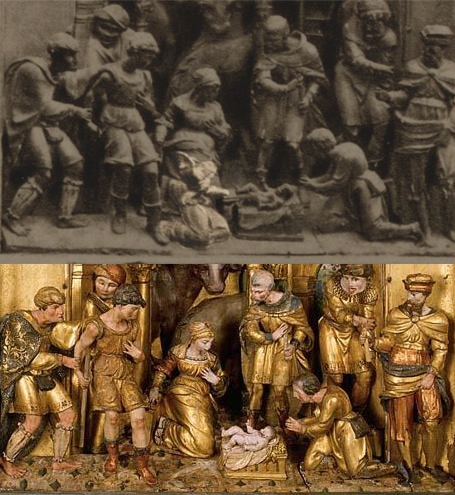
Adorations des bergers avant 1882 avec l'ange disparu dans l'état actuel

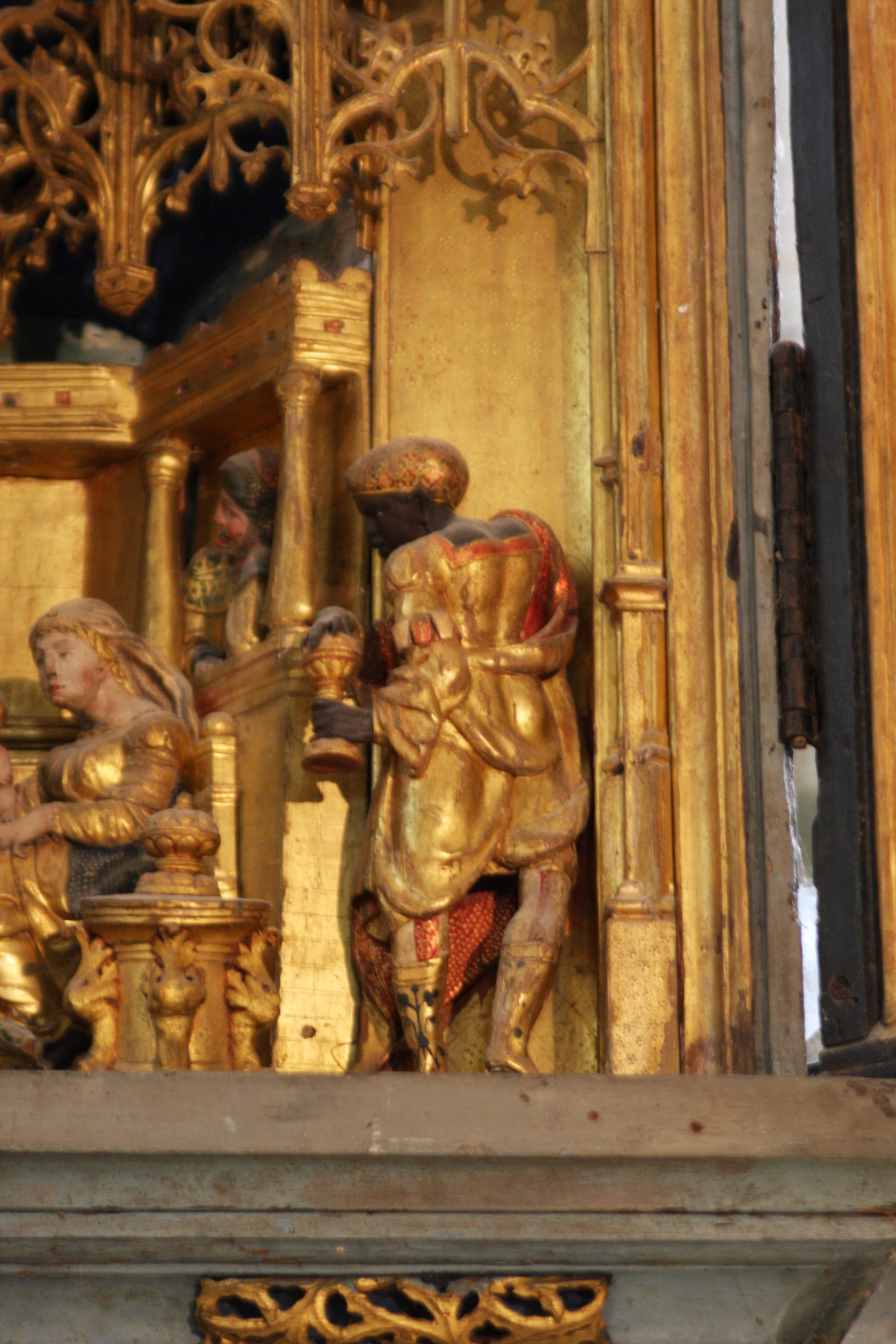
Figure de Balthazar, volée en 1967, restituée en 2003

Si le retable de Baume est exceptionnellement bien conservé, la présence de nombreuses statuettes ont des retables anversois ont souvent fait l'objet de vol, offrant des œuvres très clairsemées, tel que le Retable de Philippe de Gueldre ou le retable d'Oplinter. Toutefois, le triptyque de Baume présente quelques manques. Une photographie du retable du XIXe siècle témoigne des évolutions de ce dernier, ainsi les peintures de la prédelle sont très endommagées et témoignent de l’importance des restaurations menée en 1882 par Louis Clos, professeur de dessin au collège de Bourgoin-Jallieu. Plusieurs statuettes sont manquantes, l'une devait couronner le retable, deux des prophètes de l'Ancien Testament  sont absents. Emplacement actuellement occupé par des copies récentes comme en témoigne l’analyse stylistique et l'étude dendrochronologique exécutée lors  d'une campagne de restauration en 1994-1995 ayant pour but de stabiliser la structure, arrêter les infestations biologiques, et enfin le refixage et nettoyage de la polychromie.
Par contre, entre la photographie du XIXe siècle et l'état actuel, une statuette a disparu. Dans la scène de la Nativité un ange (décapité sur la photographie) assiste à la naissance de l'Enfant Jésus dans une position de symétrie avec saint Joseph, l’emplacement est désormais vide.

Mais les péripéties les plus spectaculaires sont sans conteste les aventures d'une autre sculpture du retable : la statuette de Balthazar. Le mage fait l'objet d'un vol, en 1967, considéré comme perdu, il sera pourtant retrouvé exposé aux musées royaux d'art et d'histoire de Bruxelles aux côtés de deux autres retables anversois proches du retable Baumois : le retable d'Oplinter et le retable d'Herbais-sous-Piétrain. La statuette sera finalement restituée en juillet 2003 et a depuis retrouvé sa place sur l'œuvre.